# Miyagi Stadium

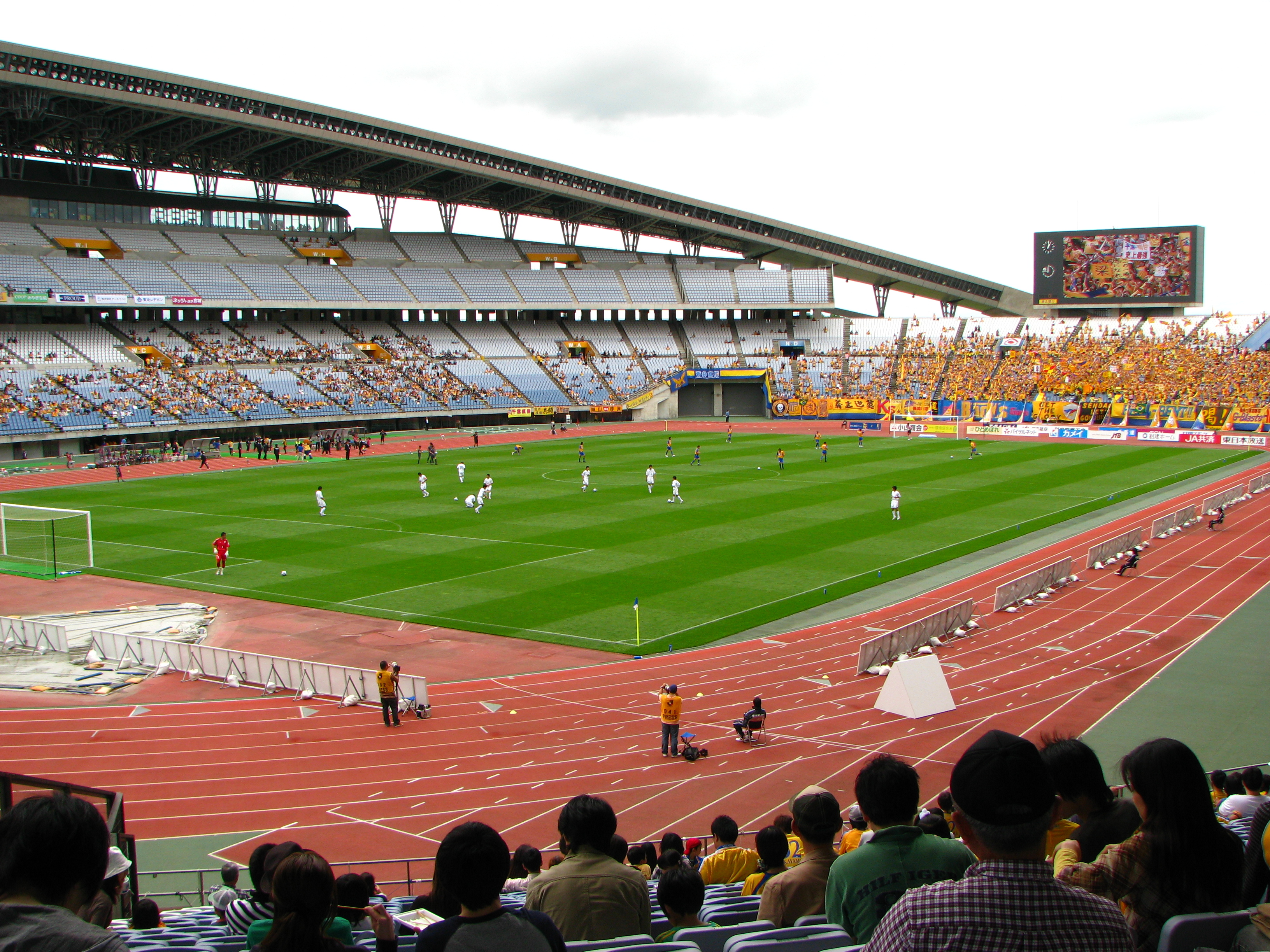

Miyagi Stadium är en arena för utomhusidrott i Rifu i Japan, byggd 2000 med plats för ungefär 50 000 åskådare.

## Evenemang
- VM i fotboll 2002
- U20-världsmästerskapet i fotboll för damer (2012)